# Bernd Lynack

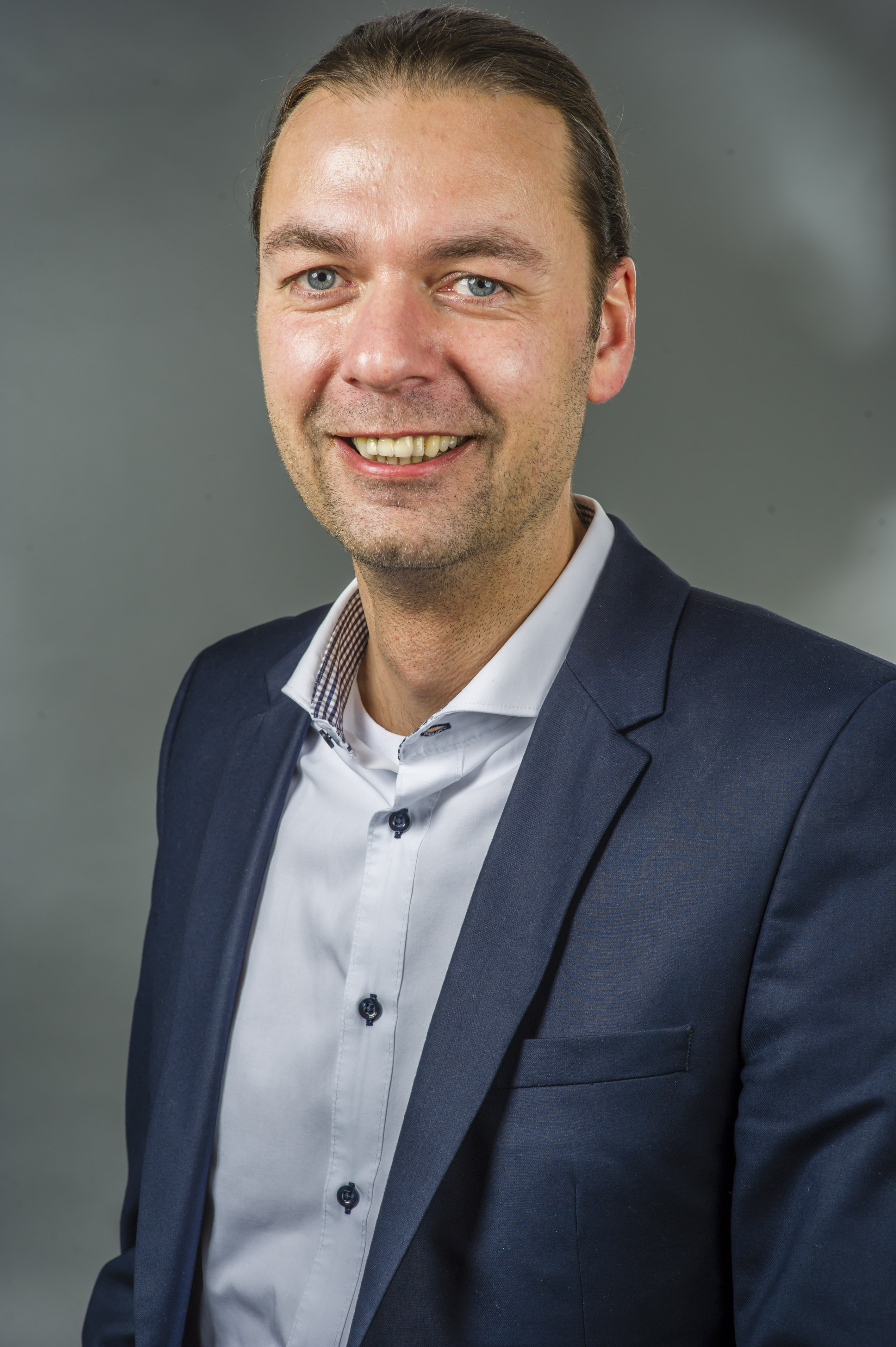
Bernd Lynack, 2018

Bernd Lynack (* 24. Dezember 1969 in Alfeld (Leine)) ist ein deutscher Politiker (SPD). Seit November 2021 ist er Landrat des Landkreises Hildesheim. Zuvor war er von 2013 bis 2021 Mitglied des Niedersächsischen Landtags.
Er ist darüber hinaus Vorsitzender des Aufsichtsrats der Überlandwerk Leinetal GmbH.

## Ausbildung und Beruf
Lynack arbeitete als Verwaltungsangestellter des gehobenen Dienstes beim Landkreis Hildesheim. Von 2006 bis 2013 war er hauptamtlicher Geschäftsführer der SPD-Kreistagsfraktion.

## Politik
Bernd Lynack gehört seit dem Jahr 1998 der SPD an. Seit 2011 ist Lynack Mitglied des Rates der Stadt Hildesheim, seit 2016 ist er dort Vorsitzender der SPD-Fraktion. Weiterhin ist er Ortsratsmitglied im Hildesheimer Stadtteil Himmelsthür.
Mit 38,8 Prozent wurde er bei den Landtagswahlen 2013 im Landtagswahlkreis Hildesheim direkt in den niedersächsischen Landtag gewählt. Hätte er 335 Stimmen weniger bekommen, wäre sein Mandat an den CDU-Konkurrenten gegangen; die CDU hätte damit zwei statt ein Überhangmandat erhalten, und das zweite Ausgleichsmandat wäre der FDP zugefallen – Schwarz-Gelb hätte trotz weniger Wählerstimmen ein Mandat mehr im Landtag als Rot-Grün gehabt.
Bei der Landtagswahl 2017 wurde er mit 42,7 % erneut direkt im Wahlkreis in den Landtag gewählt und schlug damit Laura Hopmann (34,3 %). Im Landtag ist er Mitglied im Ausschuss für Inneres und Sport, Vorsitzender des Ausschusses für Angelegenheiten des Verfassungsschutzes sowie kommunalpolitischer Sprecher seiner Fraktion.
Bei den Wahlen zum Landrat des Landkreises Hildesheim im September 2021 trat Lynack als Kandidat der SPD an. Im ersten Wahlgang erreichte er 41,30 %. Zwischen ihm und der CDU-Kandidatin Evelin Wißmann (32,73 %) fand am 26. September 2021 eine Stichwahl statt, die Lynack mit 62,53 % für sich entschied. Am 1. November 2021 trat er das Amt an. Im Zuge dessen legte er sein Landtagsmandat nieder. Für ihn rückte Bernd Wölbern in den Landtag nach.

## Sonstiges
Lynack hat zwei Kinder.